# جيمس إل. هيلتون
جيمس إل. هيلتون (بالإنجليزية: James L. Hilton)‏ هو عالم فلك أمريكي، ولد في 21 فبراير 1957.